# Sheperd S. Doeleman
Sheperd "Shep" S. Doeleman, född 1967 i Wilsele i Belgien, är en amerikansk astrofysiker. Hans forskning fokuserar på supermassiva svarta hål för att med hög upplösning direkt observera händelsehorisonten. Han är seniorforskare vid Harvard–Smithsonian Center for Astrophysics och ledde grundandet av det internationella forskningsprojektet Event Horizon Telescope (EHT) som producerade den första direkt observerade bilden av ett svart hål.

## Bakgrund
Doeleman föddes i Wilsele i Belgien av amerikanska föräldrar. Familjen återvände till USA några månader senare och han växte upp i Portland, Oregon. Han adopterades senare av sin styvfar Nelson Doeleman.

## Karriär och forskning
Doeleman tog en B.A. vid Reed College 1986 och tillbringade sedan ett år i Antarktis där han arbetade med flera rymdvetenskapliga experiment på McMurdo Station. Han fortsatte sedan med en doktorsexamen i astrofysik vid Massachusetts Institute of Technology (MIT) 1995; hans avhandling har titeln Imaging Active Galactic Nuclei with 3mm-VLBI. Han var gästforskare vid Max Planck-institutet för radioastronomi i Bonn innan han 1995 återvände till MIT, där han senare blev biträdande direktör för MIT:s Haystack Observatory.
Hans forskning har särskilt fokuserat på observationer med långbasinterferometri för att uppnå ultrahög upplösning. Han är känd för att ha lett den grupp på över 300 forskare, från forskningsinstitutioner i flera länder, som producerade den första bilden av ett svart hål i galaxen Messier 87.
Doeleman utnämndes av tidskriften Time till en av de 100 mest inflytelserika personerna 2019.

## Vetenskapliga publikationer
- Doeleman S. S, et al. (2008). Event-horizon-scale structure in the supermassive black hole candidate at the Galactic Centre. Nature 455: 78–80.
- Doeleman S. S, et al. (2012). Jet-Launching Structure Resolved Near the Supermassive Black Hole in M87. Science 338: 355-358.
- Doeleman S. S, et al. (2009). Detecting Flaring Structures in Sagittarius A* with High-Frequency VLBI. The Astrophysical Journal 695: 59-74.

## Utmärkelser
- 2012, Guggenheim Fellow[4]
- 2020, Breakthrough Prize in Fundamental Physics (en andel; priset delades lika mellan 347 forskare från EHT)